# Людек Букач
Людек Букач (чеськ. Luděk Bukač; 8 квітня 1935, Усті-над-Лабем, Чехословацька Республіка — 20 квітня 2019) — чехословацький хокеїст і тренер.

## Кар'єра гравця
Букач зіграв 14 сезонів та провів 330 ігор у чехословацькій лізі, у якій він закинув 153 шайб виступаючи за такі клуби: «Моторлет» (Прага), «Спарта» (Прага), Дукла (Їглава). За збірну Чехословаччини грав на двох чемпіонатах світу і виграв срібну та бронзову (1961 і 1963 років) нагороди. У цілому за збірну він провів 30 матчів та закинув 11 шайб.

## Кар'єра тренера
Кар'єру тренера розпочав в клубах: «Спарта» (Прага) (1967—1969 і 1973—1980), ВСЖ (Кошиці) (1969—1970) і «Чеські Будейовіце» (1971—1973).
У 1979—1985 роках тренував збірну Чехословаччини разом зі Станіславом Невеселим та у першому сезоні з Карелом Гутом, з 1981 року головний тренер. Під його керівництвом, чехословацькі хокеїсти на чемпіонаті світу 1981 здобули бронзові медалі в 1982 і 1983 роках і в 1984 році на зимових Олімпійських іграх срібні медалі. Піком тренерської кар'єри в збірній Чехословаччини був титул чемпіонів світу в 1985 році.
Після уходу з поста головного тренера збірної Чехословаччини прийняв збірну Австрії, з якою він брав участь у зимових Олімпійських іграх 1988 року. Працювати з командою закінчив в 1991 році. У 1992–1994 роках тренував збірну Німеччини, з якою на зимових Олімпійських іграх у 1992 році посів шосте місце.
1994 року Букач очолив збірну Чехії. Після одинадцяти років, йому вдалося ще раз у 1996 році, здобути звання чемпіонів світу цього разу зі збірною Чехії.

## Педагогічна робота та публікації
Людек Букач — автор близько 30 наукових робіт, а також ряду підручників і методичних посібників, співавтор книги «Оборона в хокеї». У Чехословаччині та за кордоном опубліковано більше 100 наукових статей. Він читав лекції в університетах у Канаді, Швеції, Фінляндії, Швейцарії, Італії та Австрії.

## Інше
У 1991 році він разом зі своїм сином заснував хокейну школу. В 2007 році введений в Зал слави ІІХФ.